# لوئیزا سارگسیان
لوئیزا آشوتی سارگسیان (ارمنی: Լուիզա Աշոտի Սարգսյան؛ زادهٔ ۲ سپتامبر ۱۹۷۷) یک تاریخ‌نگار ادبی و سیاستمدار اهل ارمنستان است که از تاریخ ۲۰۱۷ تا تاریخ ۲۰۱۸ سمت نمایندگی دوره ششم مجلس ملی جمهوری ارمنستان را برعهده داشت. وی عضو حزب ارمنستان شکوفا است

## زندگی‌نامه
در  ۲ سپتامبر ۱۹۷۷ در ایروان به دنیا آمد و از دانشگاه دولتی ایروان فارغ‌التحصیل شد. وی متأهل و صاحب دو فرزند می‌باشد. 